# John So
John Chun Sai So JP (en chino tradicional, 蘇震西; Yale cantonés, Sou1 Jan3 Sai1; Abeerden, Hong Kong, 2 de octubre de 1946) es un educador, empresario y político sino-australiano. Fue el 102° alcalde de Melbourne, capital de Victoria, Australia. 
So nació en Hong Kong, siendo sus raíces familiares de Shunde, Guangdong, China, el 2 de octubre de 1946. Cuando tenía 17 años de edad, emigró a Melbourne y completó su educación secundaria el la University High School. Luego seguiría estudios obteniendo un Diploma de Educación y Bachillerato en Ciencias por la Universidad de Melbourne.
Fue el primer alcalde (Lord Mayor) en la historia de la ciudad en ser elegido directamente por votación universal; anteriormente los alcaldes eran elegidos por los Concejales.
Electo primero en el año 2001 y reelecto en el 2004, So fue el Alcalde de Melbourne con mayor tiempo en el cargo, sirviendo por siete años y medio. El 1 de octubre de 2008 John So anunció que no buscaría la reelección para un tercer mandato como alcalde.
So es también miembro del Consejo Mundial de Alcaldes por el Cambio Climático.